# Nordre Isfjorden nationalpark

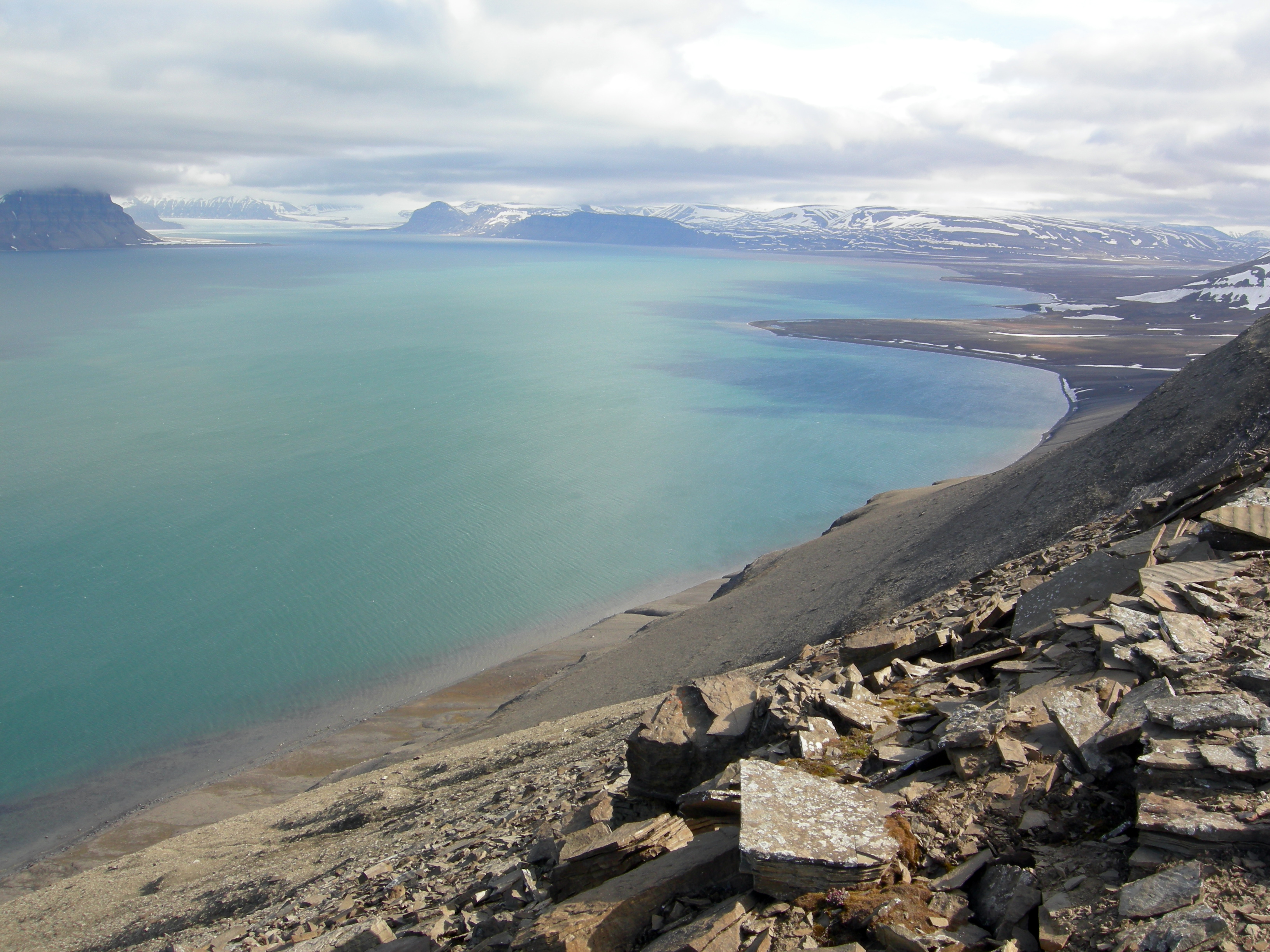
Isfjordens södra strand nära Deegerdalen

Nordre Isfjorden nationalpark är en norsk nationalpark som ligger i fjord- och kustterräng vid Isfjorden på västra Spetsbergen i Svalbard. Den inrättades 26 september 2003 och täcker en yta på 2 952,1 km² varav cirka 2 047 km² är land och 905 km² vatten.

## Geografi, landskap och geologi
Nationalparken sträcker sig från Forlandsundet i St. Jonsfjorden i väst till Dicksonfjorden i öst, över Oscar II Land, James I Land och västra delen av Dickson Land. Den viktigaste fjorden, Nordfjorden, ligger mitt i parken och är en nordlig arm av Isfjorden som innerst delar sig i Ekmanfjorden och Dicksonfjorden. Större glaciärer är, från väster, Eidembreen, Venernbreen, Nansenbreen, Borebreen, Wahlenbergbreen, Sveabreen, Sefstrømbreen och Holmströmbreen.
Parken har stora strandytor där lösmassor i stor utsträckning är marina avsättningar. Coraholmen och Flintholmen i Ekmanfjorden har ett mycket speciellt landskap orsakat av Sefstrømbreen och uppstod troligen 1896. Bergen Skansen och Alkhornet (616 m ö.h.) på södra Oscar II Land är karaktäristiska landformationer och betydande fågelberg.

## Flora och fauna
Vegetationen är mycket utbredd, frodig och artrik med flera ovanliga växter. Det finns även tjocka torvavsättningar, något som är ovanligt på Svalbard.
Stränderna och de grunda sjöarna är viktiga för gäss och änder. Det finns flera häckningskolonier och fågelberg för sjöfågel, bland annat Alkhornet som tillsammans med Daudmannsøyra står på BirdLife Internationals lista över viktiga fågelområden i Europa.

## Kulturminnen
Området har använts för fångst i historisk tid, huvudstationen var Kapp Wijk. Här finns tre generationer fångststugor och ett nät av understationer. Det finns registrerade kulturminnen från valfångstperioden på 1600-talet och rysk övervintringsfångst samt en rad industriella kulturminnen.